# 和谐 (缅因州)
和谐（英語：Harmony）是一个美國城镇，位於缅因州萨默塞特郡。根據2010年的人口普查，當地人口為939人。

## 人口

### 2010年人口普查
根據2010年人口普查，當地人口為939人，有399户家庭，其中273戶家庭居住在镇裏。